# 황실납골당

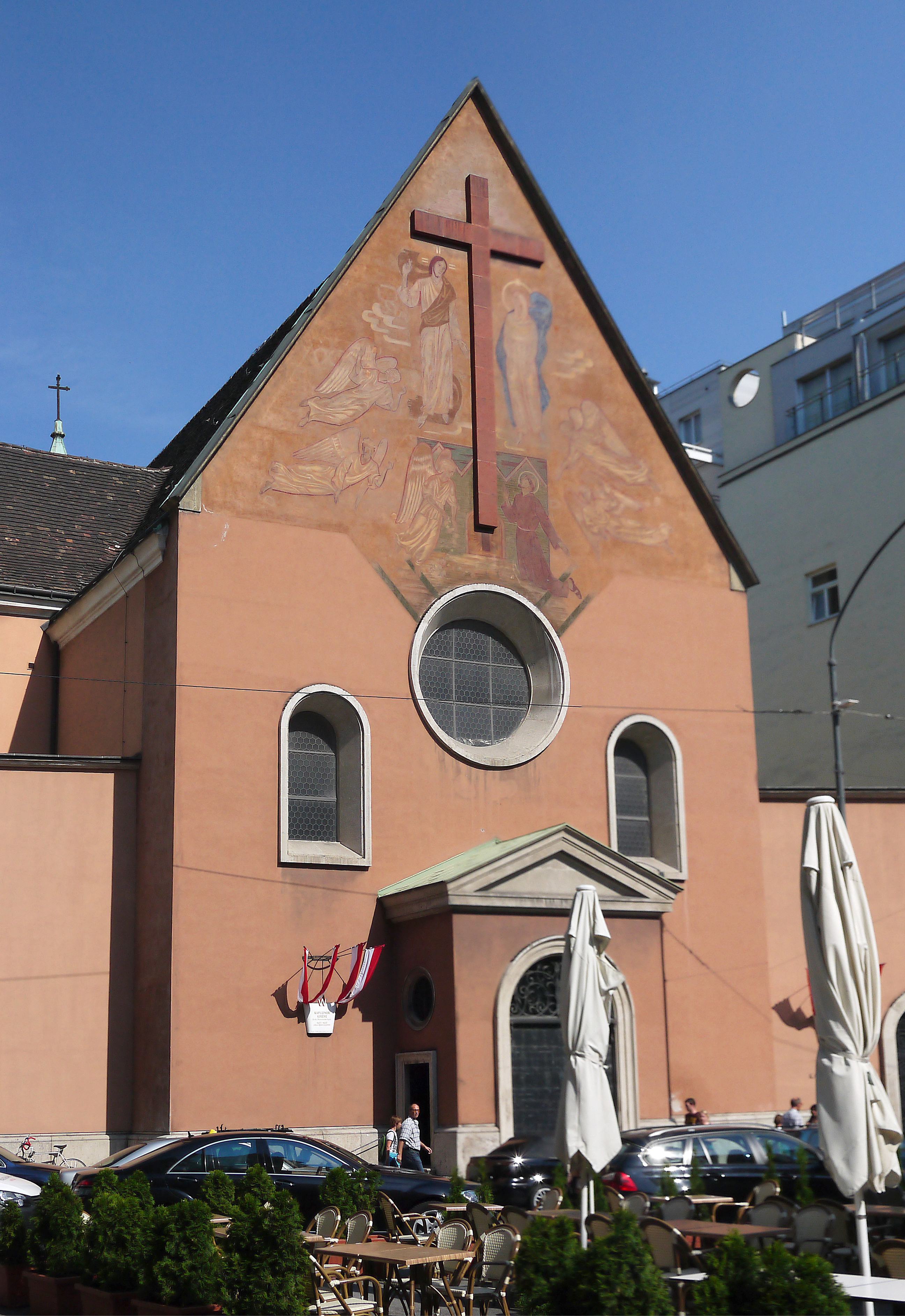
카푸힌 교회

황가납골당(독일어: Kaisergruft 또는 Kapuzinergruft)은 1618년 오스트리아 빈의 카푸힌 교회 내부에 있는 납골당으로서, 1633년부터 합스부르크 가문의 일원들의 시체를 매장하는 전용 장소 역할을 담당하기 시작하였다. 현재 황실 묘지는 빈의 관광 명소 중 하나이다. 오스트리아의 군주제가 폐지된 이후에 사망한 마지막 황후 부르봉파르마의 치타, 그 둘의 아들 전 황태자 오토와 그의 아내 레기나 폰 작센마이닝겐 역시 이 곳에 매장되었다.